# Ornithomimiformes

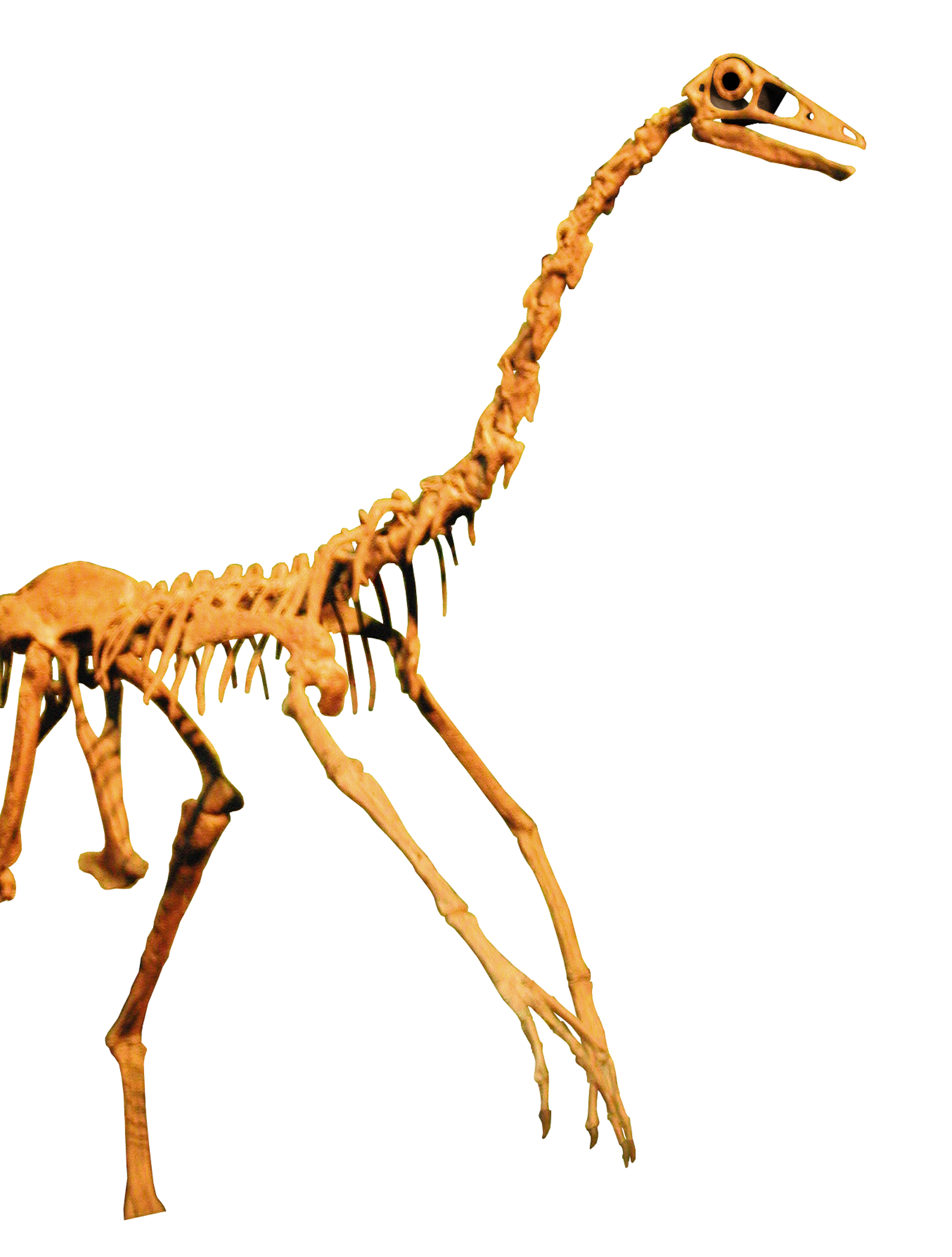
Skelet van Ornithomimus

De Ornithomimiformes zijn een groep theropode dinosauriërs.
In 2005 herdefinieerde de paleontoloog Paul Sereno de klade Ornithomimosauria om eerdere kritiek te ondervangen dat zijn eerste definitie te ruim zou zijn. Vele groepen die mogelijke zustergroepen zouden kunnen zijn van de bekende Ornithomimidae binnen zijn definitie van 1998, sloot hij expliciet uit. Hierdoor ontstond er echter behoefte aan een nieuw begrip dat die mogelijk verwante groepen wél omvat. Dit nieuwe concept, de Ornithomimiformes, definieerde hij in 2005 als: de groep bestaande uit Ornithomimus edmontonicus en alle soorten nauwer verwant aan Ornithomimus dan aan de huismus Passer domesticus.
Sereno meent dat binnen de Ornithomimiformes de Alvarezsauridae een zustergroep zouden kunnen zijn van de Ornithomimosauria; de groep komt dus materieel grotendeels overeen met de door hem verlaten klade Ornithomimoidea. Het begrip is een mogelijk synoniem van de Arctometatarsalia zoals Holtz die radicaal herdefinieerde in 2000; Sereno vindt dat laatste begrip echter onbruikbaar geworden nu het door Holtz zo geheel anders wordt opgevat. De Ornithomimiformes zijn de zustergroep van de Maniraptora binnen de Maniraptoriformes.